# Østbanen
Østbanen är en järnvägslinje på sydöstra Själland i Danmark, från Køge till Faxe Ladeplads samt Rødvig. Banan, vars totala längd är 49,6 km, delar sig i två grenar vid Hårlev. Østbanen drivs från 1 juli 2015 av Lokaltog. Banan invigdes 1 juli 1879. Sedan 2011 används tågtypen LINT 41 på banan. Dessförinnan användes den äldre tågtypen Y-tog, även kallad Lynette. 